# 列寧式政黨

印有弗拉基米尔·列宁頭像的蘇聯共產黨標誌

列寧式政黨是指根據苏联開國元勳暨首任最高领导人弗拉基米尔·列宁的理念，組織的具有革命色彩的政党。這種政黨採用層級化組織的方式運作，設有一層又一層的權力機構以確保命令能夠貫徹執行，这一模式被中國共產黨称为民主集中制（中國國民黨称之为民主集權制）。其重要特征即是在塑造代议制民主体制的过程中，相當容易形成黨國體制，部分列寧式政黨所執政的國家還存在“衛星黨”作爲民主裝飾。20世紀仿效苏联共产党建立的各國共产党組織，基本上皆以這種方式運作；部分曾受到蘇共影響的前蘇聯國家或资本主义國家政黨亦保有相當的列寧式政黨特徵。

## 概述
列寧式政黨的理念起源於列宁主义，典型的特徵是權力高度集中於黨的領導決策集團，而決策集團通常僅有數人。形式上，黨中央會藉由黨代表會議傾聽基層黨員的意見，但實際運作上仍是由黨中央的領導階層號令全黨，而非由下而上反映決策。由於採取高度的中央集权，為確保黨的決策能夠被貫徹執行，因此會強調需要服從上級。
列寧式政黨的另一個特色是“以黨領政”。與重視權力分立的傳統民主思想相反，列寧主義認為國家權力必需集中而不得分散，因此容易導致一黨專政的情形，最終演變為黨國體制。同時，為了鞏固決策階層的正當性基礎，此類政黨通常會樹立領袖的偉大形象、並強調特定的政治主張，以凝聚黨員的認同。以共产党為例，一般是設立總書記作為實質上的最高領袖，並且強調共产主义、無產階級革命等意識形態進行思想灌輸，再藉由政治局、中央常務委員會、黨代表大會等層層組織以嚴格把關。像是中国共产党，由下至上依序設置了全國代表大會、中央委員會、中央政治局與政治局常務委員會。

## 列寧式政黨列表

### 現今存在的列寧式政黨
| 旗幟或標誌 | 政黨名稱                    | 所屬國家               | 建立時間       | 最高權力機關                              | 政黨領導人職銜                       | 政黨領導人                |
| ---------- | --------------------------- | ---------------------- | -------------- | ----------------------------------------- | ------------------------------------ | ------------------------- |
|            | 中国共产党                  | 中华人民共和国         | 1921年7月23日  | 中国共产党全国代表大会                    | 中国共产党中央委员会总书记           | 习近平                    |
|            | 朝鲜劳动党                  | 朝鮮民主主義人民共和國 | 1949年6月24日  | 朝鲜劳动党中央委员会政治局常务委员会      | 朝鮮勞動黨總書記                     | 金正恩                    |
|            | 越南共产党                  | 越南                   | 1930年2月3日   | 越南共产党中央政治局                      | 越南共产党中央委员会总书记           | 阮富仲                    |
|            | 老挝人民革命党              |                        | 1955年3月22日  | 老挝人民革命党中央委员会                  | 老挝人民革命党中央委员会总书记       | 通伦·西苏里               |
|            | 古巴共产党                  | 古巴                   | 1965年10月3日  | 古巴共产党中央政治局                      | 古巴共产党中央委员会第一书记         | 米格尔·迪亚斯-卡内尔      |
|            | 蒙古人民黨                  | 蒙古国                 | 1920年3月1日   | 蒙古人民党全国代表大会                    | 蒙古人民党中央委员会主席             | 罗布森那木斯莱·奥云额尔登 |
|            | 印度共产党 （马克思主义）   | 印度                   | 1964年11月7日  | 印度共产党（马克思主义）政治局            | 印度共產黨中央委員會總書記           | 西塔拉姆·亞秋里           |
|            | 佤邦聯合黨                  | 佤邦                   | 1989年4月17日  | 全邦代表大會                              | 佤邦聯合黨中央委員會總書記           | 鮑有祥                    |
|            | 安哥拉人民解放运动          | 安哥拉                 | 1956年12月10日 | 安哥拉人民解放运动中央政治局              | 安哥拉人民解放运动中央委员会主席     | 若昂·洛伦索               |
|            | 辛巴威非洲民族聯盟—愛國陣線 | 辛巴威                 | 1987年12月22日 | 津巴布韦非洲民族联盟 - 爱国阵线中央政治局 | 辛巴威非洲民族聯盟－愛國陣線第一書記 | 埃默森·姆南加古瓦         |

### 過去存在的列寧式政黨
| 旗幟或標誌 | 政黨名稱             | 所屬國家                     | 建立時間       | 解散時間       | 最高權力機關                             | 政黨領導人職銜                         |
| ---------- | -------------------- | ---------------------------- | -------------- | -------------- | ---------------------------------------- | -------------------------------------- |
|            | 苏联共产党           | 苏联                         | 1917年4月24日  | 1991年11月6日  | 苏联共产党中央政治局                     | 蘇聯共產黨中央委員會總書記             |
|            | 保加利亚共产党       | 保加利亞                     | 1919年5月28日  | 1990年4月3日   | 保加利亞共產黨中央政治局常務委員會       | 保加利亚共产党中央委员会总书记         |
|            | 匈牙利社会主义工人党 | 匈牙利人民共和国             | 1956年10月31日 | 1989年10月7日  | 匈牙利社會主義工人黨中央政治局常務委員會 | 匈牙利社會主義工人黨中央委員會第一書記 |
|            | 波兰统一工人党       | 波蘭人民共和國               | 1948年12月16日 | 1990年1月30日  | 波蘭統一工人黨中央政治局常務委員會       | 波兰统一工人党中央委员会第一书记       |
|            | 德国统一社会党       | 东德                         | 1946年4月21日  | 1989年12月16日 | 德國統一社會黨中央政治局常務委員會       | 德國統一社會黨中央委員會總書記         |
|            | 罗马尼亚共产党       | 羅馬尼亞人民共和國           | 1921年5月8日   | 1989年12月22日 | 羅馬尼亞共產黨中央政治局常務委員會       | 羅馬尼亞共產黨中央委員會總書記         |
|            | 阿尔巴尼亚劳动党     | 阿爾巴尼亞社會主義人民共和國 | 1941年11月8日  | 1991年6月12日  | 阿爾巴尼亞勞動黨中央政治局常務委員會     | 阿爾巴尼亞勞動黨中央委員會總書記       |
|            | 捷克斯洛伐克共產黨   | 捷克斯洛伐克                 | 1921年5月16日  | 1992年4月23日  | 捷克斯洛伐克共產黨中央政治局常務委員會   | 捷克斯洛伐克共产党中央委员会总书记     |
|            | 圣马力诺共产党       | 圣马力诺                     | 1921年1月21日  | 1990年         | 聖馬利諾共產黨中央委員會                 | 聖馬利諾共產黨中央委員會總書記         |

## 其他

### 中國國民黨

#### 中國大陸時期
1924年，中國國民黨在首任總理孫中山的領導下進行組織改造，苏联政治顧問鮑羅廷提出以苏联共产党的模式改組國民黨，實行以黨領政、建立黨政領導軍隊的體制。同年舉行的第一次全國代表大會中，以仿效蘇共組織的方式，設立決策機關「中央執行委員會」，當中再選出數名常務委員組成「常務委員會」（簡稱中常會），確立其層級化的列寧式政黨特徵。

#### 遷臺後
1949年中華民國政府遷台，至1987年解嚴之前中國國民黨一直保持著這樣的組織形式，並與如同共產主義國家般實行黨國體制。直到李登輝總統執政時期，才順應民主化浪潮進行政治改革，兼任黨主席的李登輝順勢推行黨內民主，並於2001年起首度確立黨主席由全體黨員直接选举產生，至此才改變了其專制本質。故有論者認為，國民黨進行了一連串組織改造工作後，僅在形式上仍保留列寧式政黨的特徵，實質上已為民主政黨。
現今中國國民黨的運作體制，由黨員選舉產生黨代表，再由黨代表所組成的「全國代表大會」（全代會）選舉出數十名「中央委員」，組織「中央委員會」為黨的決策機關；中央委員再互選產生常務委員組成「中央常務委員會」（中常會），為黨的最高權力機構；黨主席則由黨員直選產生，執政時黨主席可由總統直接兼任。另外，在黨務行政上也採取類似政黨政治的輪替制度，黨務主管及幹部由黨主席任命，並同其一併進退。

### 民主進步黨
民主進步黨自創黨以來一直都是民主政黨，但其成立之初因曾參考中國國民黨的組織設置，因此在形式上具備了某些列寧式政黨的特色，例如層級化的決策組織：黨代表組成的全代會選舉出「中央執行委員」（中執委），中執會再選出「中央常務委員」（中常委），黨主席則由黨員直選產生，執政時得由總統兼任；與國民黨幾乎完全相似。不過，民進黨的地方黨部主委並非如同國民黨由黨主席指派，而係由黨部自行選舉產生。

## 外部連結
- 陳佑慎〈列寧式政黨〉，中華民國教育部數位教學學習網
- 組織內捲與列寧式政黨的調適與變遷：中國共產黨個案分析 （页面存档备份，存于）